# Epoch Cassette Vision
Cassette Vision (カセットビジョン Kasetto Bijon?) es una consola de videojuegos para el hogar hecha por Epoch Co. y lanzada en Japón el 30 de julio de 1981. También hay un modelo rediseñado llamado Cassette Vision Jr.
El término cassette es un sinónimo japonés contemporáneo para cartucho ROM, que no debe confundirse con el formato de cinta de casete magnético. En términos de potencia, es comparable al Atari 2600. El Cassette Vision tiene controles inusuales: cuatro botones integrados en la consola, dos para cada jugador (uno para horizontal, uno para vertical); más dos botones por jugador.
El sistema originalmente se vendía por 13,500 yenes, con juegos a un precio de 4,000. La Cassette Vision vendió alrededor de 400,000 unidades, y fue la consola de videojuegos más vendida en Japón antes de la Family Computer de Nintendo. Recibió un sucesor llamado Super Cassette Vision. Como una máquina de 1984, la Super Cassette Vision era más comparable a la línea Famicom y SG-1000 de Sega. El SCV también se vendió en Europa, pero con poco éxito conocido. La Super Lady Cassette Vision, una versión de la Super Cassette Vision dirigida a un mercado femenino, se lanzó exclusivamente en Japón. Si bien las especificaciones eran exactamente las mismas, el plástico era de color rosa e incluía un estuche y el juego "Milky Princess".

## Juegos
- 1. Kikori no Yosaku
- 2. Baseball – un juego de béisbol lanzado por Epoch en 1981 (este juego se podía jugar antes de que saliera para el Cassette Vision con la consola dedicada TV Baseball de 1978).
- 3. Galaxian (Esto no se basa en el juego de Namco, sino en Moon Cresta de Nihon Bussan)
- 4. Big Sports 12 – un juego deportivo lanzado por Epoch en 1981.
- 5. Battle Vader – un shoot 'em up lanzado por Epoch en 1982. (Este juego se podía jugar dos años antes de que saliera para Cassette Vision con la consola dedicada de 1980 TV Vader).
- 6. PakPak Monster (Inspirado en Pac-Man)
- 7. New Baseball
- 8. Monster Mansion (Inspirado en Donkey Kong)
- 9. Astro Command – un juego de acción lanzado por Epoch en 1983. (Inspirado en Scramble)
- 11. Monster Block (Inspirado en Pengo)
- 12. Elevator Panic

### Juegos inéditos
- 10. Grand Champion (Juego de carreras en perspectiva desde arriba)

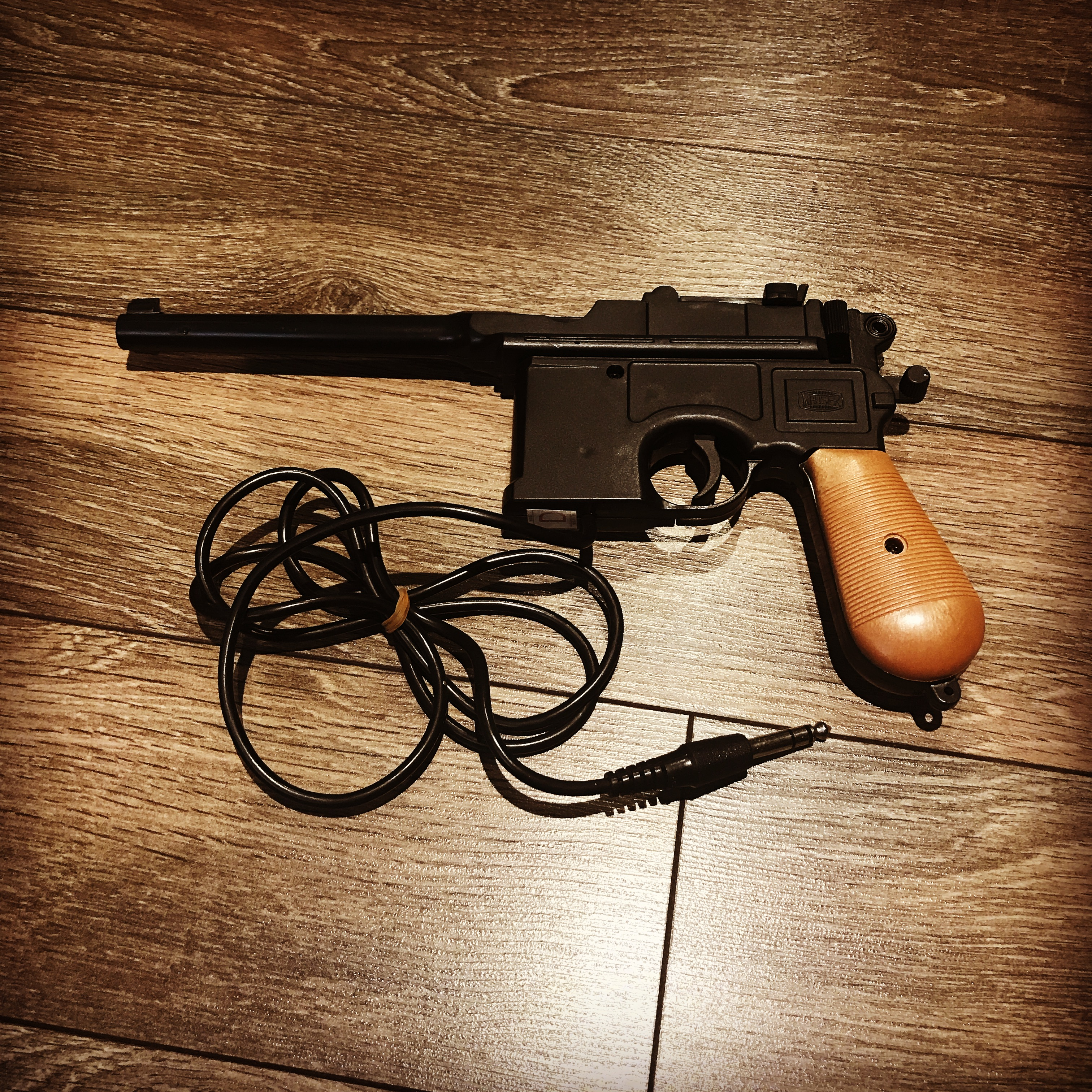
Pistola de luz para el Cassette Vision

## Accesorio
Al igual que el lanzamiento de Cassette Vision, Epoch lanzó una pistola de luz para combinar con los juegos Big Sport 12. El cartucho contiene una colección de 12 juegos, incluidos 4 que requieren el uso de la pistola de luz. La pistola se conecta a la consola a través del conector AUX. Este es el único accesorio disponible para Cassette Vision y, por lo tanto, el único periférico que usa la conexión AUX. Este conector se retiró más tarde cuando Epoch lanzó el Cassette Vision Jr, una versión recortada del Cassette Vision, lo que hace que la pistola sea incompatible con esa versión de la consola.

## Especificaciones técnicas

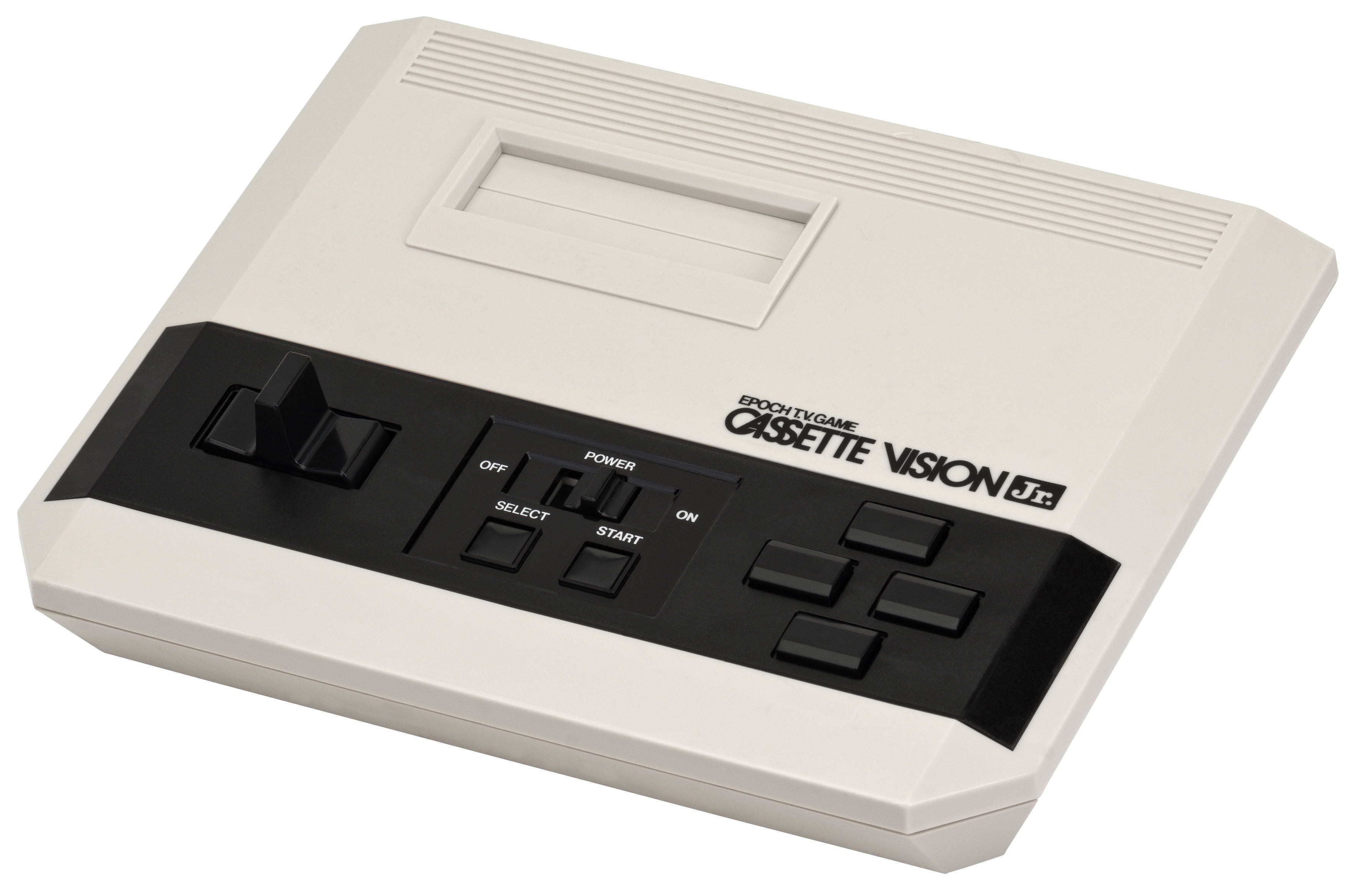
Cassette Vision Jr., una versión reducida y minimizada de Cassette Vision lanzada en 1983.

Los controladores de Cassette Vision están integrados en el cuerpo.
Cassette Vision
- 2 Interruptores de palanca de 2 direcciones
- 4 Botones pulsadores
- 4 Diales giratorios
- 1 Cambio de curso
- 1 Botón de selección
- 1 Botón de inicio
- 1 Botón AUX.

Cassette Vision Jr.
- 1 Interruptor de palanca de 2 direcciones
- 4 Botones pulsadores
- 1 Botón de selección
- 1 Botón de inicio

Epoch decidió capitalizar el chipset NEC uPD77xx ya que ya lo habían usado para desarrollar juegos en esta plataforma (TV Baseball, TV Vader). Para lograr esto, Epoch decidió colocar la CPU directamente en el cartucho, mientras que la carcasa de la consola solo contendría la fuente de alimentación, los controles y la salida de video y sonido. Con la ROM, la RAM y la CPU en un solo chip, Epoch/NEC pudo crear un chip que admitiría una instrucción de 48 bits que era mucho más rápido que los sistemas que usaban una ROM separada en ese momento. El uso de ROM de 8 bits a través de un BUS habría dividido la velocidad por 4. Aunque tener solo la ROM en el cartucho habría reducido drásticamente su costo, habría aumentado enormemente el costo de la consola, incurriría en un mayor costo de I+D y retrasaría el lanzamiento de la consola.